# Tygodnik Moralnego Niepokoju
Tygodnik Moralnego Niepokoju (w skrócie TMN) – cykliczny program kabaretowy, tworzony przez Kabaret Moralnego Niepokoju, emitowany w TVP2 od października 2003 do lipca 2006. Część odcinków została wydana na 4 płytach DVD w 2008 roku.

## Opis programu
Skecze były nagrywane we wrocławskim klubie Metropolis, zaś sceny w studiu - w Warszawie.

### Stałe elementy programu
Program składał się z kilku stałych elementów:
- Spikerka i Pan Karol – barwny i momentami kontrowersyjny duet zajmujący się prowadzeniem „Tygodnika”. Ona - urocza blondynka wzbogacająca program swoimi błyskotliwymi refleksjami, On - charyzmatyczny i kontrowersyjny współprowadzący o ciętym dowcipie i barwnym sposobie wypowiadania się na temat płci pięknej.
Grają: Katarzyna Pakosińska – Spikerka, Robert Górski – Pan Karol (postać pojawiła się w trzecim sezonie razem z nowym studiem),
- Rozmowy na nowy wiek / Gwidon i Romek – przygody dwóch ambitnych intelektualnie meneli; w Tygodniku Moralnego Niepokoju były prezentowane krótkie dialogi Gwidona i Romka na aktualne tematy.
Grają: Mikołaj Cieślak – Gwidon, Robert Górski – Romek,
- Wujek i ciotka – małżeńskie perypetie tytułowych bohaterów, on - osiedlowy pijaczek, ona - znudzona życiem gospodyni domowa.
W rolach głównych: Katarzyna Pakosińska – Irena, Mikołaj Cieślak – Bogdan
- Fabryka zbrojeniowa – obraz stosunków w pracy między wszechwładnym dyrektorem a jego podwładnymi, inżynierem Mrównicą i robotnikiem Smółką
W rolach głównych: Robert Górski – dyrektor, Mikołaj Cieślak – inż. Edward Mrównica, Rafał Zbieć – Zenon Smółko
- Opowieści Dziadka Barnaby – dziadek opowiada wnukom o swoich osobistych przeżyciach na tle przemian społeczno-politycznych.
W roli głównej: Przemysław Borkowski,
- Królestwo - dzieje króla i jego sługi, który za wszelką cenę próbuje rozbawić króla swoimi najczęściej głupimi dowcipami, przez co król uważa go za „pierwszego kwasiarza w królestwie". Odwiedzają ich chłopi, aby prosić króla o pieniądze. Scenki zazwyczaj posiadały charakterystyczne zakończenie: załamany król mówił do siebie „Oddam królestwo za worek łajna..."  W rolach głównych: Mikołaj Cieślak - król, Robert Górski - sługa, Przemysław Borkowski i Rafał Zbieć - chłopi.
- Prywatna klinika doktora Kazimierza Posuwały – znany psychoanalityk pomaga swoim pacjentom wyjść z rozmaitych nałogów.
W roli głównej: Przemysław Borkowski.
- Lekcje – Wredna Nauczycielka, która sprawuje władzę nad nieudolnymi uczniami.
W roli głównej: Katarzyna Pakosińska.
- Sonda – Dziennikarz TMN-u, zadaje pytania przypadkowym przechodniom.
W roli głównej: Przemysław Borkowski.

## Zdjęcie z anteny i powrót
18 maja 2006 roku nagrano ostatni, pożegnalny odcinek Tygodnika Moralnego Niepokoju. Wyemitowano go 2 lipca 2006 roku o godzinie 21:00. Według oficjalnego komunikatu Rzecznika TVP i menadżera Kabaretu, zakończono emisję programu, ponieważ Kabaret Moralnego Niepokoju rozpoczął prace nad szukaniem „nowej formuły programu kabaretowego” i nie była to decyzja narzucona przez telewizję. Przez kilka miesięcy po emisji pożegnalnego odcinka TVP emitowała jeszcze wydania powtórkowe.
Tygodnik Moralnego Niepokoju został zastąpiony Miesięcznikiem Moralnego Niepokoju, który przestał być emitowany po trzech odcinkach na antenie TVP2.

## Wyniki oglądalności
Program potrafiło oglądać 4 mln widzów. Ostatni odcinek programu, który został wyemitowany 2 lipca 2006 roku oglądało 2,5 mln widzów.